# T1 Cunningham
El T1 Cunningham era un tanc lleuger desenvolupat als EUA entre els 20 i 30, que nomes es va construir en forma de prototip. El tanc va ser dissenyat per l'exèrcit, per James Cunningham, Son and Company. Introduit en 1927, va ser desenvolupat fins a 1932 de les versions (T1E1, T1E2, T1E3, T1E4, T1E5, and T1E6). El tanc no va ser produït mai en masa, i no va ser utilitzat mai en combat.